# گانسویندت (دهانه)

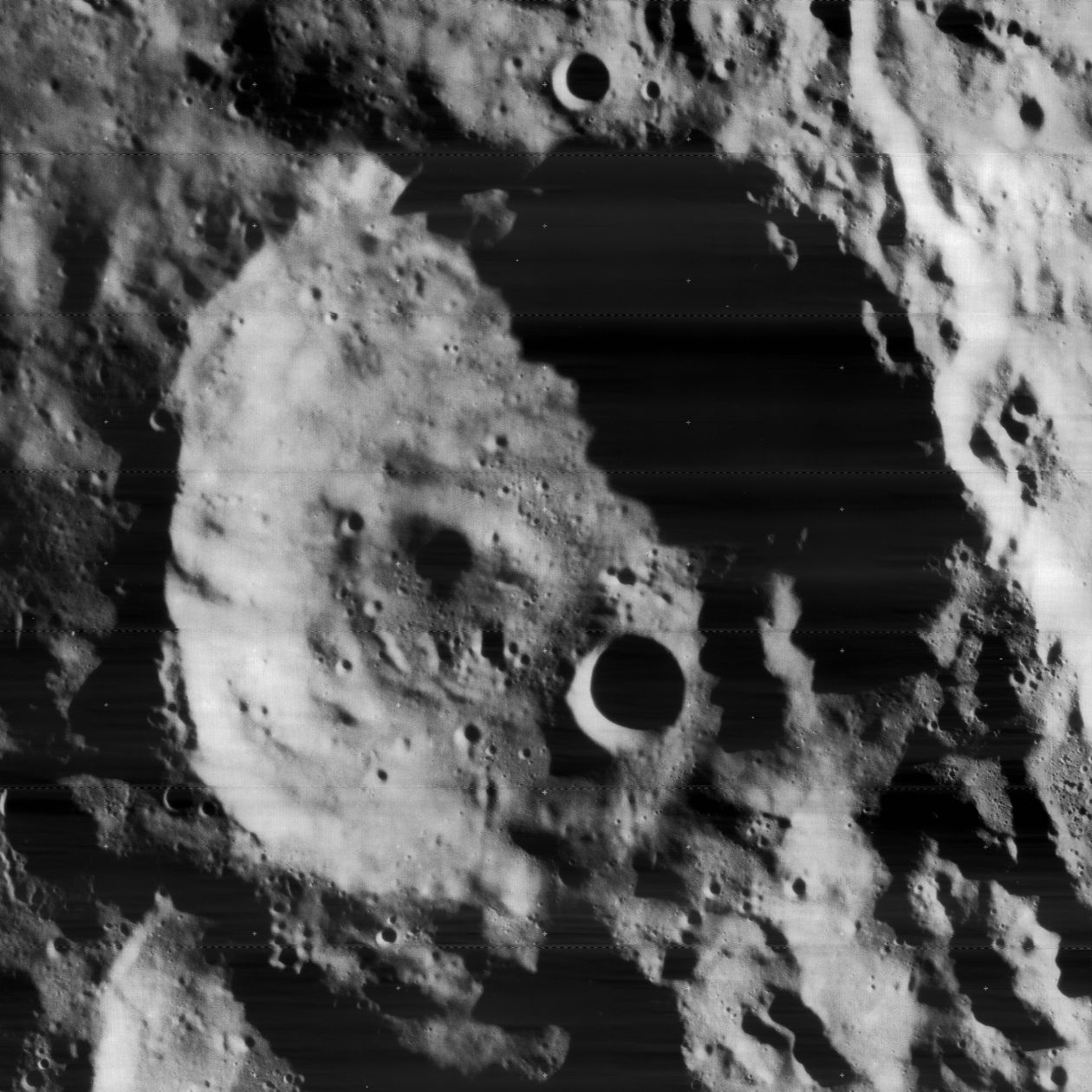
تصویری از دهانه گانسویندت که توسط مدارگرد شماره ۴ ماه عکسبرداری شده است.

گانسویندت یک دهانه برخوردی در ماه‌ است که در نزدیکی قطب جنوبی ماه قرار دارد. این دهانه به افتخار هرمان گانسویندت، پیشگام هوانوردی که برای اولین بار وسایل نقلیه واکنشی را برای سفر فضایی در سال ۱۸۸۱ پیشنهاد کرد، نامگذاری شد.